# Bafwabaka
Bafwabaka è una città del territorio di Wamba, nella Provincia dell'Haut-Uélé, nella Repubblica Democratica del Congo.
Nel 1964, durante la guerra civile, le 46 religiose del locale convento delle Suore della Sacra Famiglia furono rapite dai ribelli Simba e condotte prima a Wamba e poi a Isiro, dove alcune di loro furono assassinate (tra le altre, suor Maria Clementina Anuarite Nengapeta, beatificata come martire nel 1985).